# Бузулук (Иркутская область)
Бузулу́к — посёлок в Куйтунском районе Иркутской области России. Входит в Мингатуйское муниципальное образование.

## География
Находится в 8 км к югу от центра сельского поселения, села Мингатуй, в 61 км к северу от районного центра, пгт Куйтун.

## Население
| 2002 | 2010 | 2011 | 2012 |
| ---- | ---- | ---- | ---- |
| 81   | ↘52  | →52  | ↘46  |

По данным Всероссийской переписи, в 2010 году в посёлке проживали 52 человека (28 мужчин и 24 женщины).